# Sedil Dominova
Il sedil Dominova è un sedile ubicato a Sorrento.

## Storia
Nel 1319, tra i vari nobili di Sorrento che si occupavano del governo della città, i quali si riunivano nel sedile di Porta, nei pressi dell'attuale piazza Tasso, all'inizio di via San Cesareo, scoppiarono delle furiosi liti, arrivando anche all'uso delle armi, come avvenuto nel cortile dell'abitazione della famiglia Mastrogiudice: per sedare gli animi dovette intervenire il vescovo Ruggero. Concluse le diatribe, le famiglie nobili della parte occidentale di Sorrento, come i Mastrogiudice, i Sersale e i Vulcano, decisero di abbandonare il sedile di Porta ed edificarne uno nuovo lungo via San Cesareo, all'epoca la principale strada di Sorrento, dove si affacciavano i palazzi nobiliari. Questo sedile prese il nome di Domus Nova o Dominova.
Nel XVIII secolo gli interni vennero affrescati. Dopo aver ospitato per cinque secoli le riunioni dei nobili, nel 1877 divenne sede dalla Società Operaia di Mutuo Soccorso, come ricorda un'epigrafe posta al suo interno. Il sedile è stato più volte ristrutturato senza mai alterarne il suo aspetto originario: l'ultimo restauro si concluse nel 2019.

## Descrizione

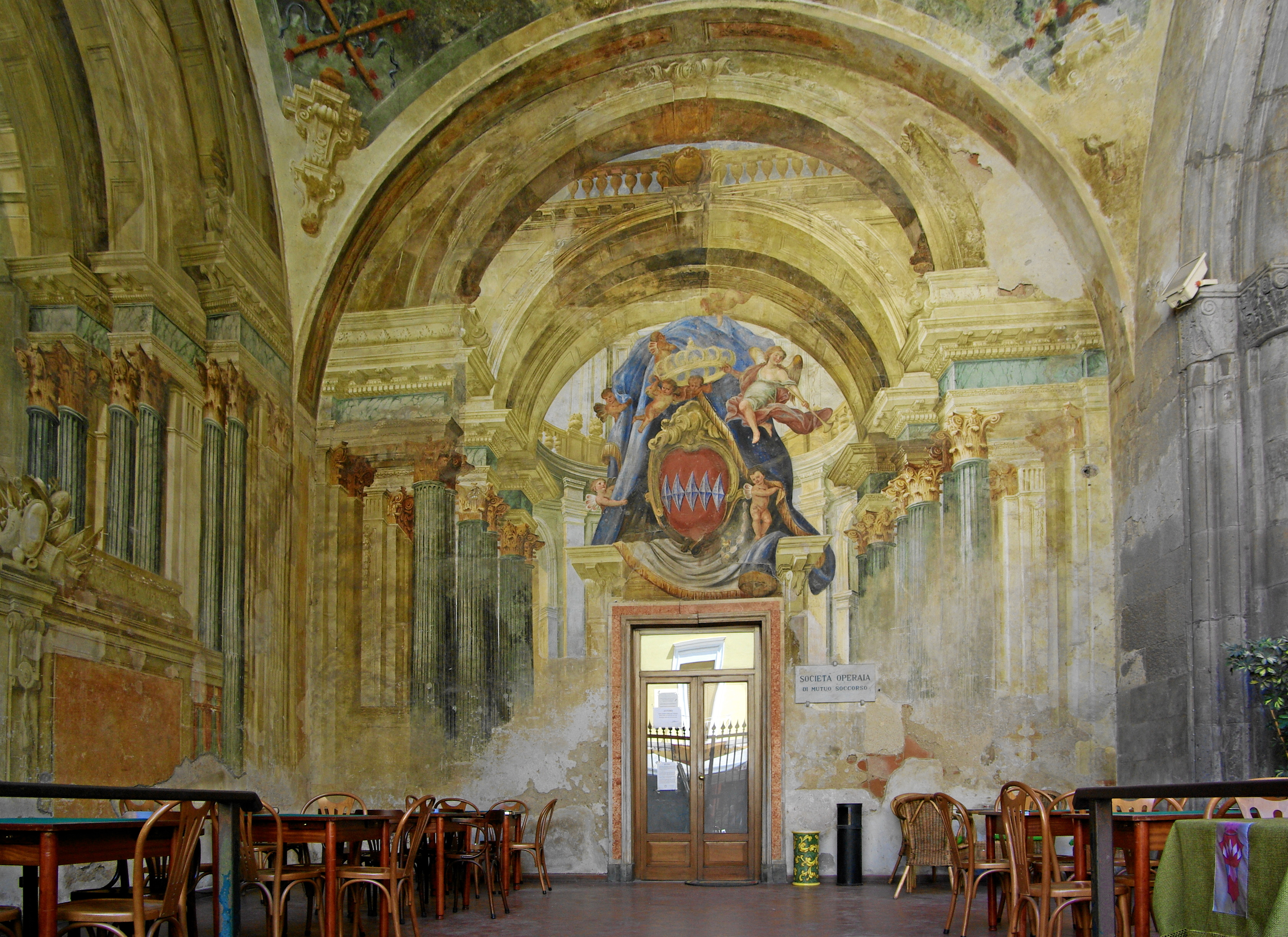
L'interno

Il sedil Dominova si trova all'incrocio tra le via San Cesareo e via Padre Reginaldo Giovanni, affacciandosi su un largo comunemente chiamato schizzariello, in quanto in passato era presente una fontana da cui le donne attingevano l'acqua. Nonostante i vari restauri, la fisionomia del sedile è rimasta immutata se si eccettua il mutamento da aspetto medievale a quello rinascimentale. Il sedile è composto da un ambiente quadrangolare, aperto su due lati da arcate a tutto sesto, in piperno, sostenute da colonne con capitelli bizantini: lungo il lato che si affaccia su via San Cesareo si conserva la balausta in marmo. Nella parte alta campeggiano due stemmi in tufo del XIV secolo: uno raffigurante lo stemma di Sorrento, differente da quello ufficiale, l'altro dei gigli angioini.
Le pareti del sedile e la parte sottostante della cupola sono affrescate con disegni di architetture a illusioni di quinte prospettiche, a cui si aggiungono le decorazioni di amorini e corone. Sono affrescati vari stemmi delle famiglie sorrentine, mentre, sulla porta d'ingresso per la sala retrostante il sedile, campeggia l'affresco dello stemma di Sorrento. Le pitture vennero realizzate probabilmente dal pittore Carlo Amalfi, o comunque da un allievo della sua scuola, vista la vicinanza al proprio stile: furono dipinte nel XVIII secolo in quanto è stato ritrovato un documento, datato 1803, che riporta il pagamento di 52 ducati a Gaetano Petagna per il loro restauro.
La cupola venne aggiunta successivamente alla costruzione del sedile, precisamente nel XVII secolo, ed è rivestita da riggiole gialle e verdi, disposte a formare disegni geometrici: questa venne realizzata dal Chiajese. Il sedile si completa con una piccola sala utilizzata in passato per le riunioni private: in questo ambiente erano raccolte iscrizioni marmoree, poi trasferite al museo Correale di Terranova.